# Toni Grecu
Toni Grecu (n. 10 decembrie 1959, Iași, România) este unul dintre cei trei fondatori ai grupului umoristic Divertis.

## Biografie
Tatăl său era tehnician energetician la o întreprindere agricolă, iar mama sa era casnică. Mai are un frate. A absolvit Colegiul „Costache Negruzzi” din Iași și a urmat cursurile Facultății de Electronică și Telecomunicații din Iași, formând, la inițiativa sa, impreună cu Doru Antonesi și Florin-Viorel Constantin, trupa umoristică Divertis. La facultate, a mai făcut parte din grupurile Asterisc și Ars Amatoria. La repartiție, alege un post de inginer de telecomunicații la Bacău și lucrează într-un post mascat la telefoane pentru poșta din Comănești. Aici nu a stat decât șase luni, după care vine la București, unde lucrează la Fabrica de Calculatoare Electronice Felix, (secția memorii 300MB) până în 1993.

### Activitate în teatru și televiziune
În 1988 debutează în teatru, semnând, alături de Doru Antonesi, textul spectacolului "Astă seară stau acasă", un one man show cu puternice accente de satiră socială, jucat de Ștefan Iordache la Teatrul Mic din București. Regia: Silviu Purcărete; Muzica: Nicu Alifantis; Scenografia: Niculae Ularu. 
În anii '80, susține cu Divertis în formula de început, cu trei membri, mai multe turnee prin țară, în cadrul Cenaclului Flacăra. Succesul formației continuă și în anii '90, debutând pe micul ecran în martie 1990, la TVR. Din 1995, formația ajunge la Pro TV, iar apoi, în 2001, la Antena 1, cu Toni Grecu prezentator și scenarist. Din 2005 produce, în colaborare cu Media Factory și Marius Toader, serialul de desen animat „Animat Planet Show", difuzat timp de 9 sezoane la Antena 1, până in 2009. Este singurul serial animat de satiră politică realizat în România. 
În 1995, a prezentat, alături de Daniela Gămulescu, Festivalul „Cerbul de Aur”.
Cu două-trei luni înainte de începerea sezonului 2008 de la Antena 1, părăsește grupul Divertis, dar rămâne încă un an la postul de televiziune, unde realizează programul „Divertis Mall și Prietenii”.
Din 2009 până in 2013, realizează la PRO TV emisiunea „Serviciul Român de Comedie”, având in distribuție foști colegi de la Antena 1, dar și mulți actori noi: Mihai Bobonete, Cosmin Natanticu, Cătălin Neamțu, Dragoș Stoica, Gina Pistol, Aniela Pietreanu, Dragoș Mușat, Gojira (George Dorin Andreescu), Iulian Postelnicu, Darie Valentin și alții, producătorul emisunii fiind Alice Dumitrescu.
În 2011, alături de Adrian Onciu, a scris scenariul comediei „S-a furat mireasa”, avându-i pe Costi Diță și Catălina Grama „Jojo” în rolurile principale. Regia: Jesus del Ciero.
În 2012, scrie și realizează la PRO TV sitcomul "Spitalul de Demență", difuzat in trei sezoane, insumând 36 de episoade. Sitcomul a avut o distribuție numeroasă, incluzând actori precum: Monica Anghel, Alexandru Papadopol, Stela Popescu, Marian Râlea și altți. Regia: Peter Kerek. 
În 2014, emisiunea „Serviciul Român de Comedie” se mută la Antena 1, distribuția rămânând aceeași. 
Din 2015, realizează la Digi 24 news comedy-show-ul „Superjurnal”, în cadrul căruia are, ca invitați, pe cei mai importanți oameni politici ai momentului.
Din 2016 până în 2020, lucrează la proiectul online „Comedy Mall” și lansează două seriale cu episoade zilnice, împreună cu actorii Dragos Mușat (Tetelu - Tetelejurnal) și Lia Sinchevici (Flory din Vaslui). 
În perioada 2017-2019, scrie și joacă la Teatrul Godot spectacolul de umor „O zic din viața mea", alături de Cătălin Neamțu, Cosmin Natanticu, Claudiu Maier și Cătălina Grama „Jojo”.
În 2019-2020, realizează proiectul online de scheciuri, intitulat „Filmul Bate Viața". 
În 2018, susține, la Teatrul Național din București, conferința „Să fim veseli ca să nu fim triști - despre umorul politic, de la Ceauseșcu la Viorica Dăncilă". A susținut aceeași conferință în 2019 și la Londra, la centrul cultural „Ion Rațiu”, la Berna, în Elveția și, după pandemie, în 2022, la Universitatea de Vest din Timișoara, alături de scriitorul Ioan T. Morar.
În 2021 și 2022, coordonează scenariul pentru serialul de comedie „Strada Speranței", difuzat la postul de televiziune Kanal D, având în total 24 de episoade. Apare în numeroase spectacole-eveniment, în calitate de invitat special. 
A apărut în peste 1000 de spectacole live și a scris și coordonat emisiuni de comedie TV timp de peste 30 de ani. A avut, de asemenea, mai multe spectacole și in afara României. Toni Grecu mărturisește că, în Canada, la Kitchener, a fost unul dintre cele mai inedite spectacole, deoarece au avut doar 2 spectatori, dintre care unul era în stare de ebrietate.

### Activitate editorială
Scrie editoriale in Jurnalul Național și România Liberă.
În 1990-1991 a colaborat cu Radio Europa Liberă. Între 2018 și 2019, scrie, tot la Europa Liberă, rubrica de satiră politică „Roșia Today”. 

## Premii
În 2010, a primit Premiul UNITER pentru spectacol de divertisment, „pentru contribuția Domniei Sale la istoria vie a umorului românesc”.

## Viață personală
Este căsătorit și are un băiat.

## Filmografie

### Scenarist
- S-a furat mireasa (2012) – în colaborare cu Adrian Onciu

## Legături externe
- Toni Grecu pe cinemagia.ro